# Emma Shannon Walser
Emma Shannon Walser (24 de julho de 1929) é uma advogada e jurista liberiana, que se tornou a primeira mulher juíza do país em 1971.

## Família e educação
Walser nasceu no Condado de Maryland em 24 de julho de 1929, sendo filha de Eugene Himie Shannon e Edith E. Harris. Seu pai era o Chefe de Justiça da Suprema Corte. Ela estudou em um convento de Monróvia e, em seguida, no Secretarial College. Trabalhou como secretária particular do Gerente do Banco de Monróvia por alguns anos. Mais tarde, voltou a estudar na Universidade da Libéria, concluindo um bacharelado em Direito em 1969.

## Carreira
Walser foi nomeada juíza do Condado de Montserrado em 1971 pelo Presidente William R. Tolbert Jr., tornando-se a primeira juíza da Libéria. Ela era vista como uma magistrada progressista e liberal. Seu trabalho na magistratura fora descrito da seguinte forma: "Enquanto era costume aos juízes decidirem os casos com base nas instruções do presidente, Walser ganhou reputação por decidir os casos estritamente no mérito e a lei."
Walser recusou-se publicamente a sentenciar um homem indígena à pena de morte, alegando que ele tinha sido mal representado por um defensor público, levando o Supremo Tribunal da Libéria a deliberar a questão no caso República da Libéria, v. Emma Shannon-Walser, 27 de LLR 274 (1978). A mais alta corte do país decidiu que o direito constitucional de se ter um advogado inclui o direito a uma defesa competente. Em 1975, Walser chefiou um comitê especial designado para estudar todas as leis que afetavam os direitos das mulheres.
Em abril de 1979, Walser desafiou a detenção de líderes oposicionistas pelo governo, que alegou que os detentos haviam realizado motins com o objetivo de executarem um Golpe de estado. Ela foi removida da magistratura no mesmo ano por uma resolução conjunta emitida pelo Legislativo, na época de maioria conservadora. Cinco centenas de mulheres liberianas, incluindo Olubanke Rei Akerele, protestaram sem sucesso contra a ação. Em 2007, Walser foi denominada pelo Partido do Povo Liberiano como uma das pessoas cujo "único crime foi a defesa da democracia participativa."
Walser mais tarde trabalhou para Anistia Internacional e mudou-se para a Suíça.

## Honrarias
Em outubro de 1975, Walser foi uma das seis mulheres a apresentaram o prêmio Pax Orbis ex Jure pela Paz Mundial, em Washington D.C.
Em 2006, Walser foi convidada pela Presidente Ellen Johnson Sirleaf para ser a Oradora Nacional no Dia da Independência. Em 2014, foi homenageada pela Associação Nacional Liberiana de Advogados por seus serviços ao país.